# WR 102ka
WR 102ka – gwiazda Wolfa-Rayeta znajdująca się w gwiazdozbiorze Strzelca w Mgławicy Piwonii. Obecnie jest uważana za jedną z kandydatek na najjaśniejszą gwiazdę naszej Galaktyki.

## Właściwości fizyczne
Gwiazda WR 102ka została odkryta dzięki analizie danych pochodzących z Kosmicznego Teleskopu Spitzera oraz New Technology Telescope należącego do Europejskiego Obserwatorium Południowego przez zespół astronomów z Uniwersytetu w Poczdamie.
Bardziej szczegółowe badania gwiazda były do tej pory utrudnione, gdyż znajduje się ona głęboko w centrum Drogi Mlecznej w niezwykle zapylonej części nieba. Z tego względu WR 102ka nie jest widoczna jako bardzo jasna z powierzchni Ziemi. Dzięki dokładnej analizie wielu zdjęć, wykonanych zarówno z orbity jak i obserwatoriów naziemnych, można było wykonać pomiary parametrów gwiazdy. Jej średnica jest ponad stukrotnie większa od średnicy Słońca, a jej jasność jest 3,2 mln razy większa od jasności naszej Gwiazdy Dziennej.
Najjaśniejszą gwiazdą Drogi Mlecznej jest eta Carinae o szacowanej jasności 4,7 mln Słońc. Jednak większa dokładność pomiarów mogłaby wykazać, że jasność obu gwiazd jest porównywalna. Natomiast masa WR 102ka wynosi 150-200 mas Słońca. Jest to więc najcięższa znana gwiazda Drogi Mlecznej. Ponieważ jednak teoretycznie masa jednej gwiazdy nie może przekraczać 150 mas Słońca, może się okazać, że WR 102ka jest gwiazdą podwójną. Ta masywna gwiazda jest źródłem obłoków gazu i pyłu kosmicznego tworzącego Mgławicę Piwonia, wyrzucanego w przestrzeń kosmiczną przez tę gwiazdę. Emisja potężnego wiatru słonecznego pochodzącego z WR 102ka odbywa się z prędkością 1,6 miliona km/h.
Podobnie jak Eta Carinae, również WR 102ka może w każdej chwili eksplodować jako supernowa.